# Nikola Krajinović
Nikola Krajinović (Karlovac, 9 novembre 1999) è un calciatore croato, attaccante del Koper.

## Caratteristiche tecniche
È un'ala destra.

## Carriera

### Club
Cresciuto nel settore giovanile della Lokomotiva Zagabria, ha debuttato in prima squadra il 26 maggio 2017 disputando l'incontro di 1. HNL pareggiato 1-1 contro il Cibalia.

### Nazionale
Ha giocato nelle nazionali giovanili croate Under-16 ed Under-20.

## Statistiche
Statistiche aggiornate al 12 marzo 2020.

### Presenze e reti nei club
| Stagione                   | Squadra                    | Campionato                 | Campionato | Campionato | Coppe nazionali | Coppe nazionali | Coppe nazionali | Coppe continentali | Coppe continentali | Coppe continentali | Altre coppe | Altre coppe | Altre coppe | Totale | Totale | Totale |
| Stagione                   | Squadra                    | Comp                       | Pres       | Reti       | Comp            | Pres            | Reti            | Comp               | Pres               | Reti               | Comp        | Pres        | Reti        | Pres   | Reti   |        |
| -------------------------- | -------------------------- | -------------------------- | ---------- | ---------- | --------------- | --------------- | --------------- | ------------------ | ------------------ | ------------------ | ----------- | ----------- | ----------- | ------ | ------ | ------ |
| 2016-2017                  | Lokomotiva Zagabria        | 1.HNL                      | 1          | 0          | CC              | 0               | 0               |                    | -                  | -                  |             | -           | -           | 1      | 0      |        |
| 2017-2018                  | Lokomotiva Zagabria        | 1.HNL                      | 15         | 1          | CC              | 0               | 0               |                    | -                  | -                  |             | -           | -           | 15     | 1      |        |
| 2018-gen. 2019             | Lokomotiva Zagabria        | 1.HNL                      | 4          | 0          | CC              | 0               | 0               |                    | -                  | -                  |             | -           | -           | 4      | 0      |        |
| Totale Lokomotiva Zagabria | Totale Lokomotiva Zagabria | Totale Lokomotiva Zagabria | 20         | 0          |                 | 0               | 0               |                    | -                  | -                  |             | -           | -           | 20     | 0      |        |
| gen.-giu. 2019             | Rudeš                      | 1.HNL                      | 6          | 0          | CC              | 0               | 0               |                    | -                  | -                  |             | -           | -           | 6      | 0      |        |
| 2018-gen. 2019             | Osijek II                  | 2.HNL                      | 2          | 0          |                 | -               | -               |                    | -                  | -                  |             | -           | -           | 2      | 0      |        |
| gen.-giu. 2020             | Hrvatski Dragovoljac       | 2.HNL                      | 3          | 0          | CC              | 0               | 0               |                    | -                  | -                  |             | -           | -           | 3      | 0      |        |
| Totale carriera            | Totale carriera            | Totale carriera            | 31         | 1          |                 | 0               | 0               |                    | -                  | -                  |             | -           | -           | 31     | 1      |        |

## Palmarès

### Club

#### Competizioni nazionali
- Coppa di Slovenia: 1

Koper: 2021-2022